# Забара (Луцький район)
За́бара — село в Україні, у Луцькому районі Волинської області. Входить до складу Рожищенської міської громади. Населення становить 95 осіб.

## Географія
Селом протікає річка Лютиця.

## Історія
У 1906 році колонія Рожиської волості Луцького повіту Волинської губернії. Відстань від повітового міста 34 верст, від волості 12. Дворів 33, мешканців 288.
12 червня 2020 року, згідно з розпорядженням Кабінету Міністрів України  № 708-р, село увійшло до складу Рожищенської міської громади.
19 липня 2020 року, в результаті адміністративно-територіальної реформи та ліквідації Рожищенського району, село увійшло до складу новоутвореного Луцького району.

## Населення
Згідно з переписом УРСР 1989 року чисельність наявного населення села становила 76 осіб, з яких 35 чоловіків та 41 жінка.
За переписом населення України 2001 року в селі мешкали 94 особи. 100 % населення вказало своєю рідною мовою українську мову.